# F. A. Brabec
F. A. Brabec, celým jménem František Antonín Brabec, (* 30. listopadu 1954 Praha) je český filmový režisér a kameraman. Celkem třikrát obdržel Českého lva za nejlepší kameru – filmy Jízda, Král Ubu a Kytice.

## Filmografie

### Kamera
- Čas sluhů (1989) – režie Irena Pavlásková
- Volná noha (1990) – režie Julius Matula
- Stavení (1991) – režie Miloš Zábranský
- Obecná škola (1991) – režie Jan Svěrák
- Smacznego, telewizorku! (1993) – režie Pavel Trzaska (Polsko)
- Akumulátor 1 (1994) – režie Jan Svěrák
- Jízda (1994) – režie Jan Svěrák
- Jméno kódu Rubín (1995) – režie Jan Němec
- Král Ubu (1996)
- Kytice (2000)
- Bolero (2004)
- Bathory (2008)
- Kajínek (2010)
- V peřině (2011)

### Režie
- Král Ubu (1996)
- Kytice (2000)
- Krysař (2003)
- Bolero (2004)
- Máj (2008)

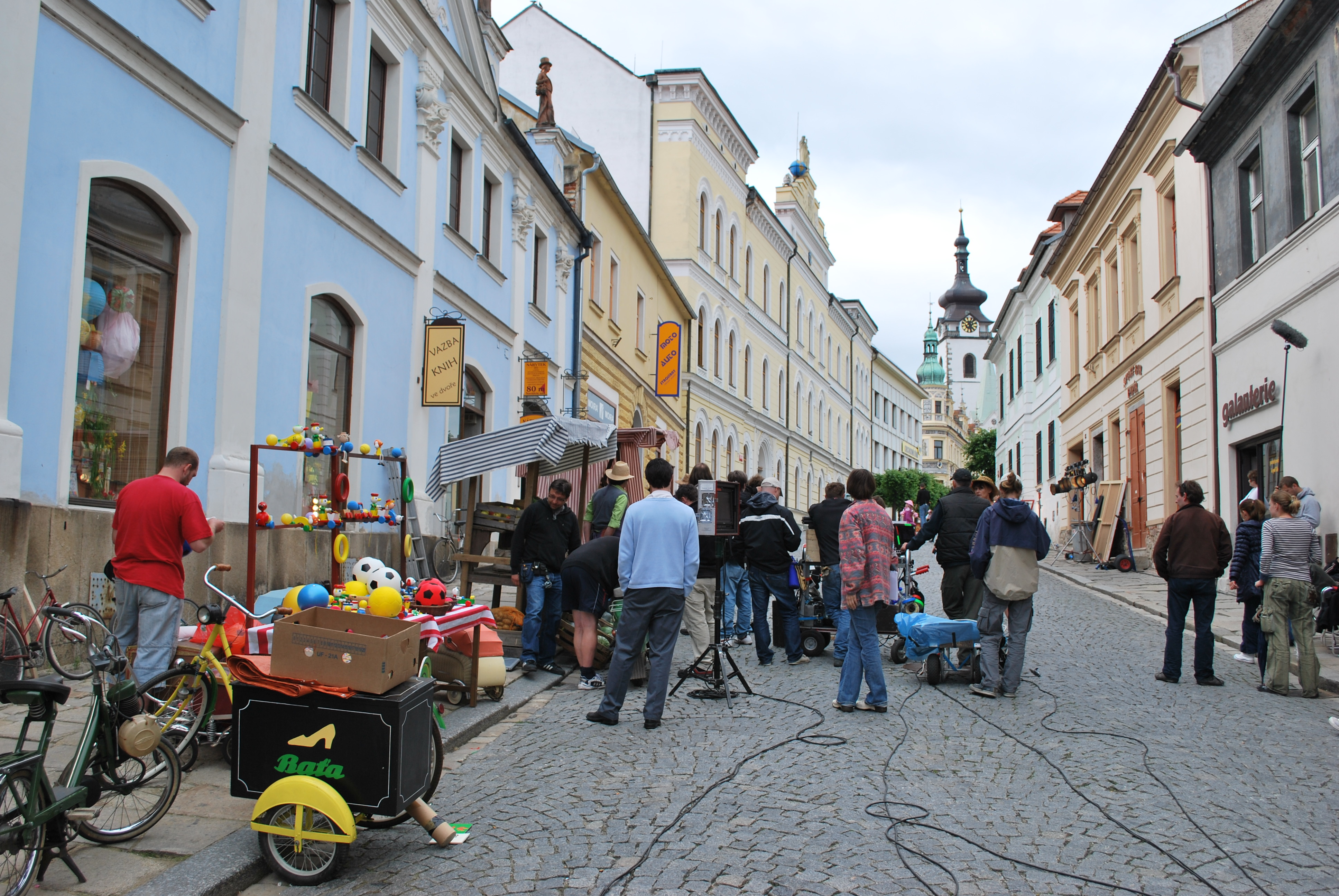
Natáčení filmu V peřině v Písku, 2010

- V peřině (2011) – první česká 3D muzikálová pohádka. Natáčela se v Písku, premiéru měla 16. 6. 2011. Hrají: Karel Roden, Lucie Bílá, Bolek Polívka, Eliška Balzerová, Jiří Mádl, Anna Stropnická, Nina Divíšková, Marek Vašut, Milan Šteindler, Josef Vojtek, Arnošt Goldflam, a další.
- Carmen (2012)
- Vánoční Kameňák (2015)
- Gump – pes, který naučil lidi žít (2021)
- Gump - jsme dvojka (2024)

### Další
- reklamy a videoklipy českých hudebníků – Lucie Bílá, Ilona Csáková, Jaromír Nohavica, Daniel Landa...